# 印第安纳大学护理学院
印第安纳大学护理学院（Indiana University School of Nursing）是一所附属于印第安纳大学的学院，其主要研究和教育设施位于印第安纳大学印第安纳波利斯校区、印第安纳大学布卢明顿分校和印第安纳大学韦恩堡分校。该学院以其护理研究与教育、教学和护理实践的学术成就以及与印第安纳大学旗下医院和临床合作伙伴的合作而闻名。该学院成立于1914年，最初名为印第安纳大学护士培训学校，当时属于印第安纳大学医学院，于1917年颁发首批护理文凭，并于1956年更名为印第安纳大学护理学院。学院提供四年制护理学理学学士（BSN）学位、护理学理学硕士（MSN）学位以及两个博士学位：护理实践博士（DNP）和哲学博士（Ph.D.）。印第安纳大学护理学院已获得美国国立卫生研究院的多项研究资助。

## 排名
2017年，《美国新闻与世界报道》将印第安纳大学护理学院的硕士学位课程排名全美第28位，其DNP学位课程排名全美第23位；《大学选择》杂志将印第安纳大学与普渡大学印第安纳波利斯分校的本科护理课程排名全美第23位。